# 나지르 아하마드

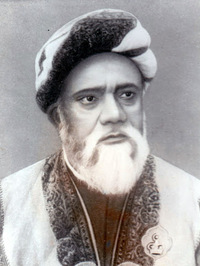

나지르 아하마드(Nazir Ahmad Dehlv, 1831년~1912년)는 인도 근대의 우르두어 작가이다. 비지나우르 지구에서 태어났고, 델리에서 교육을 받은 후 주로 북인도에서 관리로 근무하였다. 우르두 소설의 선구자로 알려져 있다. 모슬렘 사회의 개혁을 기도한 작품이 많고 저서에는 <나스푸의 후회(後悔)>, 여자 교육을 목적으로 한 <신부의 귀감(龜鑑)> 일부 다처제(一夫多妻制)의 폐단에 관한 <무브타라의 이야기>, 유럽의 피상적 모방에 반대한 <기회주의자>, 과부의 재혼을 다룬 <아야마> 등이 있다.

## 참고 문헌
- 이 문서에는 다음커뮤니케이션(현 카카오)에서 GFDL 또는 CC-SA 라이선스로 배포한 글로벌 세계대백과사전의 "나지르_아하마드" 항목을 기초로 작성된 글이 포함되어 있습니다.